# Tiro ai XVII Giochi panamericani
Il tiro ai XVII Giochi panamericani si è svolto al "Toronto International Trap and Skeet Club" di Innisfil, 80 km a nord di Toronto, dal 12 al 19 luglio 2015. In totale 15 gli eventi in programma, tra le specialità del tiro a segno e del tiro a volo.

## Calendario
Tutti gli orari secondo il Central Standard Time (UTC-5).
| Data          | Inizio | Evento                            | Fase               |
| ------------- | ------ | --------------------------------- | ------------------ |
| Dom 12 luglio | 9:00   | 10m aria compressa pistola U/D    | Preliminari/Finali |
| Lun 13 luglio | 9:00   | 10m aria compressa carabina U/D   | Preliminari/Finali |
| Lun 13 luglio | 9:00   | Fossa olimpica U                  | Preliminari        |
| Lun 13 luglio | 9:00   | Fossa olimpica donne              | Preliminari/Finali |
| Mar 14 luglio | 9:00   | Fossa olimpica uomini             | Preliminari/Finali |
| Mar 14 luglio | 13:00  | 25m pistola donne                 | Preliminari        |
| Mer 15 luglio | 9:00   | 25m pistola a fuoco rapido uomini | Preliminari/Finali |
| Mer 15 luglio | 12:30  | 25m pistola donne                 | Preliminari/Finali |
| Gio 16 luglio | 9:00   | Doppia fossa olimpica uomini      | Preliminari/Finali |
| Ven 17 luglio | 9:00   | 50m pistola uomini                | Preliminari/Finali |
| Ven 17 luglio | 11:30  | 50m carabina terra uomini         | Preliminari/Finali |
| Sab 18 luglio | 9:00   | Skeet uomini                      | Preliminari        |
| Sab 18 luglio | 9:00   | 50m carabina 3 posizioni donne    | Preliminari/Finali |
| Sab 18 luglio | 9:00   | Skeet donne                       | Preliminari/Finali |
| Dom 19 luglio | 9:00   | 50m carabina 3 posizioni uomini   | Preliminari/Finali |
| Dom 19 luglio | 9:00   | Skeet uomini                      | Preliminari/Finali |

## Risultati

### Uomini
| Evento                | Oro                 | Argento          | Bronzo                  |
| Carabina              |                     |                  |                         |
| 10m aria compressa    | Connor Davis        | Julio Iemma      | Bryant Wallizer         |
| 50m tre posizioni     | Reynier Estopiñán   | George Norton    | Ryan Anderson           |
| 50m a terra           | Cassio Cesar Rippel | Michael Mcphail  | Michel Dion             |
| Pistola               |                     |                  |                         |
| 10m aria compressa    | Felipe Almeida Wu   | Jay Shi          | Mario Vinueza           |
| 25m automatica        | Brad Balsley        | Emerson Duarte   | Douglas Gomez           |
| 50m                   | Julio Almeida       | Jorge Grau       | Marko Carrillo Zevallos |
| Tiro a volo           |                     |                  |                         |
| Fossa olimpica        | Francisco Boza      | Fernando Borello | Danilo Caro             |
| Doppia fossa olimpica | Hebert Brol         | Sergio Piñero    | Enrique Brol            |
| Skeet                 | Thomas Bayer        | Dustin Perry     | Juan Rodríguez          |

### Donne
| Evento             | Oro              | Argento           | Bronzo                   |
| Carabina           |                  |                   |                          |
| 10m aria compressa | Goretti Zumaya   | Fernanda Russo    | Eglis Yaima Cruz         |
| 50m tre posizioni  | Eglis Yaima Cruz | Amelia Fournel    | Yarimar Mercado Martinez |
| Pistola            |                  |                   |                          |
| 10m aria compressa | Lynda Kiejko     | Alejandra Zavala  | Lilian Castro            |
| 25m                | Lynda Kiejko     | Sandra Uptagrafft | Mariana Nava             |
| Tiro a volo        |                  |                   |                          |
| Fossa olimpica     | Amanda Chudoba   | Kayle Browning    | Kimberley Bowers         |
| Skeet              | Kim Rhode        | Melisa Gil        | Francisca Crovetto       |

## Medagliere
| Posiz. | Nazione         | Oro | Argento | Bronzo | Totale |
| ------ | --------------- | --- | ------- | ------ | ------ |
| 1      | Stati Uniti     | 4   | 6       | 3      | 13     |
| 2      | Brasile         | 3   | 1       | -      | 4      |
| 3      | Canada          | 3   | -       | 1      | 4      |
| 4      | Cuba            | 2   | 1       | 2      | 5      |
| 5      | Messico         | 1   | 1       | 1      | 3      |
| 6      | Guatemala       | 1   | -       | 1      | 2      |
|        | Perù            | 1   | -       | 1      | 2      |
| 8      | Argentina       | -   | 4       | -      | 4      |
| 9      | Venezuela       | -   | 1       | 1      | 2      |
| 10     | Rep. Dominicana | -   | 1       | -      | 1      |
| 11     | Cile            | -   | -       | 1      | 1      |
|        | Colombia        | -   | -       | 1      | 1      |
|        | Ecuador         | -   | -       | 1      | 1      |
|        | El Salvador     | -   | -       | 1      | 1      |
|        | Porto Rico      | -   | -       | 1      | 1      |
| TOTALE | TOTALE          | 15  | 15      | 15     | 45     |